# دهستان حومه غربی (رامهرمز)
دهستان حومه غربی، یکی از دهستان‌های بخش مرکزی شهرستان رامهرمز در استان خوزستان ایران است.

## جمعیت
براساس سرشماری عمومی نفوس و مسکن در سال ۱۳۹۵، جمعیت دهستان حومه غربی برابر با ۸٬۵۹۱ نفر بوده‌است.